# The Rise & Fall
The Rise & Fall es el cuarto álbum de la banda de ska británica Madness. Se le considera como su álbum más experimental que hayan grabado en su trayectoria musical, incluyendo también géneros musicales como Jazz. En este disco se encuentra su mayor éxito y único éxito Top 10 en Estados Unidos ,  la canción Our House, el disco jamás fue lanzado en Estados Unidos, por lo que algunas canciones de este disco aparecerían más tarde en su compilatorio Madness editado al año siguiente.

## Lista de canciones
1. "Rise and Fall" - 2:45 (Mcpherson/Foreman)
2. "Tomorrow's (Just Another Day)" - 3:13 (Smyth/Barson)
3. "Blue Skinned Beast"" - 2:45 (Thompson)
4. "Primrose Hill" - 3:29 (Mcpherson/Foreman)
5. "Mr. Speaker (Gets the Word)" - 2:30 (Mcpherson/Barson)
6. "Sunday Morning" - 3:05 (Woodgate)
7. "Our House" - 2:22 (Foreman/Smyth)
8. "Tiptoes" - 3:26 (Mcpherson/Barson)
9. "New Delhi" - 1:58 (Barson)
10. "That Face" - 2:58 (Mcpherson/Foreman)
11. "Calling Cards" - 3:45 (Thompson/Barson)
12. "Are You Coming (With Me)"" - 2:42 (Thompson/Barson)
13. "Madness (Is All in the Mind)" - 2:01 (Foreman)

## Créditos
- Suggs
- Chas Smash
- Chris Foreman
- Mark Bedford
- Mike Barson
- Lee Thompson
- Daniel Woodgate

- Datos: Q1040649